# BR-422
A BR-422 é uma rodovia federal de ligação brasileira, inteiramente situada no estado do Pará, com início na cidade de Novo Repartimento e término em Limoeiro do Ajuru, atravessando as cidades de Tucuruí e Cametá e passando pelos territórios dos municípios de Baião e Oeiras do Pará.
É uma importante via de ligação entre cidades do sudeste e norte do estado, sendo conhecida como Rodovia Transcametá, especialmente no trecho entre as cidades de Tucuruí e Cametá. 
Serve também como via de contorno ao acesso rodoviário das cidades do oeste do estado até a capital Belém, no longo trajeto BR-163 - BR-230 - BR-422 - PA-263 - PA-150 - PA-483. 
Desde sua instalação, no início dos anos 1980, jamais foi pavimentada em toda sua extensão, iniciando o asfaltamento apenas do trecho entre Novo Repartimento e Tucuruí no ano de 2023, após longo histórico de manifestações populares e ações judiciais. 
Percorre terrenos altamente acidentados, com grandes ladeiras, barrancos e ribanceiras, no trecho de Novo Repartimento até a Vila do Km 50 em Baião. Daí em diante, apresenta vários trechos de curso reto e plano, com extensões de até 10 km sem curvas, aclives ou declives. 
Cruza o lago da hidrelétrica de Tucuruí no trecho de Novo Repartimento, margeia pela esquerda o rio Tocantins a uma distância média de 5 km desde Tucuruí até Limoeiro do Ajuru e corta vários rios e igarapés, como o Trocará Grande, o Ipaú, o Anauerá e o Cupijó. 
Atravessa a Terra Indígena Trocará e a reserva extrativista Ipaú-Anilzinho no município de Baião e perpassa várias comunidades quilombolas no município de Oeiras do Pará (Umarizal, Bailique, Igarapé Preto, Arequembaua, França, América, Porto Alegre), sendo palco de diversos protestos com bloqueios da passagem de veículos.
Tem fluxo médio de tráfego entre Novo Repartimento e Tucuruí, com frequente circulação de veículos de carga e passageiros e de carros particulares, com nível mais baixo de trânsito no trecho Transcametá, possuindo histórico de ser espaço de serrarias ilegais e de transporte clandestino de madeiras oriundas de desmatamento criminoso.